# No Stress
No Stress – jedenasty album zespołu De Mono, wydany w 2010 roku.
Album już w 2008 roku promował singiel "Asfaltowe łąki", który ostatecznie nie znalazł się na płycie. Drugim singlem promującym jest przebój Póki na to czas. W utworze pt. Jednym zdaniem gościnnie występuje aktorka Anna Dereszowska. Piosenka "Póki na to czas" dotarła do 3. miejsca listy Polish Airplay Chart.
Nagrania uzyskały status złotej płyty.

## Lista utworów
Źródło:demono.pl
| 1.  | "Jednym zdaniem"                      | 4:00  |
|     |                                       |       |
| 2.  | "Póki na to czas"                     | 3:13  |
|     |                                       |       |
| 3.  | "Moja lady"                           | 3:26  |
|     |                                       |       |
| 4.  | "(No Stress) wyjście zawsze jest"     | 3:20  |
|     |                                       |       |
| 5.  | "Życie to sen"                        | 3:15  |
|     |                                       |       |
| 6.  | "Kilka szczęść"                       | 3:42  |
|     |                                       |       |
| 7.  | "Twoje oczy pełne nieba"              | 3:08  |
|     |                                       |       |
| 8.  | "To pieniądze"                        | 3:13  |
|     |                                       |       |
| 9.  | "To stanie się jutro"                 | 3:38  |
|     |                                       |       |
| 10. | "W sam raz dla niej"                  | 2:42  |
|     |                                       |       |
| 11. | "3 minuty"                            | 3:12  |
|     |                                       |       |
| 12. | "Nie chce nic więcej"                 | 3:32  |
|     |                                       |       |
| 13. | "Milczę o Tobie"                      | 3:28  |
|     |                                       |       |
| 14. | "Póki na to czas" (Seb & Masta P RMX) | 3:21  |
|     |                                       |       |
|     |                                       | 47:10 |
|     |                                       |       |

## Teledyski
- "Asfaltowe łąki" – 2008
- "Póki na to czas" – 2010
- "Życie to sen" – 2010
- "Życie to sen" (druga wersja) – 2011

## Twórcy
- Andrzej Krzywy – wokal
- Piotr Kubiaczyk – gitara basowa
- Paweł Dampc – instrumenty klawiszowe, chórki
- Paweł Pełczyński – saksofon, flet, EWI
- Tomasz Banaś – gitary, programowanie
- Zdzisław Zioło – gitary
- Marcin Korbacz – perkusja, programowanie

Gościnnie
- Anna Dereszowska – wokal (1)
- Andrzej Rajski – programowanie
- Magda Steczkowska – chórki (12)
- Aneta Figiel – chórki, wokal (1,13)
- Sebastian Skalski (SEB&MASTA P) – afro rmx "Póki na to czas"
- Monika Limańska – chórki, wokal
- Sebastian Sołdrzyński – trąbka
- Jarosław Weber – chórki (5)

Personel
- Producent wykonawczy i wydawniczy - Sony Music Entertainment Sp. z o.o.
- Produkcja muzyczna - Tomasz Banaś (2,3,4,6,7,8,9,10,11,12), Paweł Dampc (1,5,13)
- Miks - Marcin Gajko w S7 Studiu w Piasecznie, Piotr Mańkowski w Studiu "Coverius" w Poznaniu
- Mastering - Jacek Gawłowski w JG Master Lab
- Nagrań dokonano - Studio DMSS (De Mono Sound System), Nieustraszeni Łowcy Dźwięków w Krakowie, Studio "Sonus" w Łomiankach
- Realizacja nagrań - Zdzisław Zioło, Dariusz Grela, Tomasz Banaś, Paweł Pełczyński, Andrzej Karp, Piotr Mańkowski, Paweł Dampc
- Pomysł frontu - Janusz Jonasz Tołopiło
- Projekt graficzny - Hubert Skoczek
- Foto - Robert Masłow
- ®&® 2010 Sony Music Entertainment Sp. z o.o. under exclusive license De Monolit Sp. z o.o.